# Suore assisiati di Maria Immacolata
Le Suore Assisiati di Maria Immacolata (in inglese Assisi Sisters of Mary Immaculate) sono un istituto religioso femminile di diritto pontificio: le suore di questa congregazione pospongono al loro nome la sigla A.S.M.I.

## Storia
La congregazione fu fondata il 2 aprile 1942 a Cherthala, nell'arcieparchia di Ernakulam, dal sacerdote Joseph Thomas Kandathil.
Fu canonicamente eretto il 2 aprile 1949 e fu aggregato all'ordine cappuccino il 3 novembre 1956.

## Attività e diffusione
Le suore si dedicano al lavoro in lebbrosari, ospedali, orfanotrofi, case per donne in difficoltà e ad altre opere di carità.
Oltre che in India, sono presenti in Germania, Italia e in Africa; la sede generalizia è a Cherthala.
Alla fine del 2008 la congregazione contava 681 religiose in 97 case.